# Oberea acuta
Oberea acuta là một loài bọ cánh cứng trong họ Cerambycidae.